# 타이난 천문교육원구

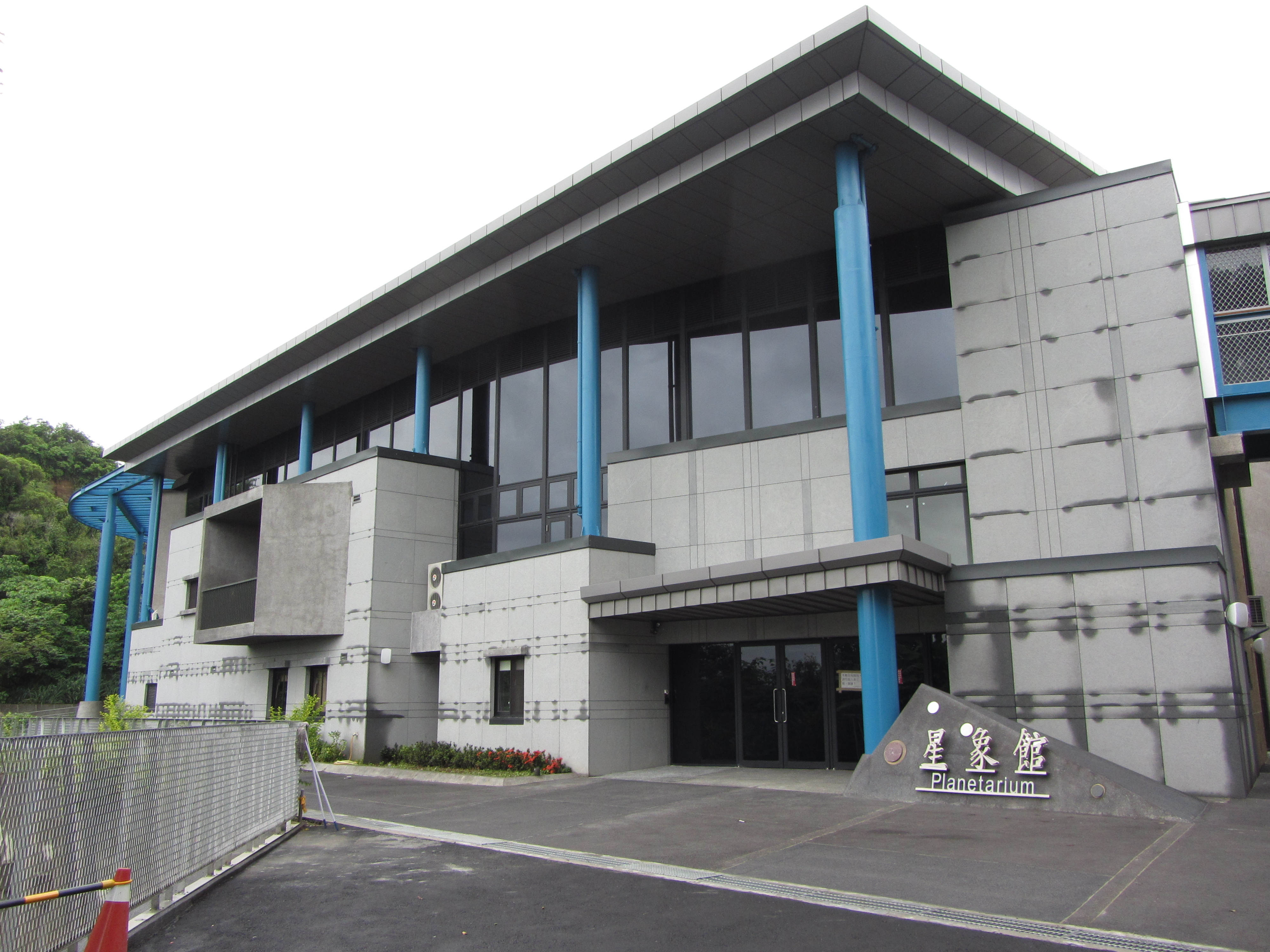

타이난천문교육원구(Tainan Astronomical Education Area, TAEA, 중국어 정체자: 南瀛天文教育원區, 중국어 간체자: 南瀛天文教育园区, 병음: Nányíng Tiānwén Jiàoyù Yuánqū)는 중화민국 타이난시 다네이구 취시촌에 있는 교육 센터이다.

## 역사
2002년에는 다네이구가 건물 건설 부지로 선정되었다. 첫 번째 건설 단계인 전망대는 2004년에 건설되어 2006년 8월 11일에 완공되었다. 이후 2007년 1월 1일에 사용을 시작했다. 주요 건설은 2012년에 완료되었다. 2013년 2월 1일에 시범 운영을 시작했으며, 2013년 6월 29일 공식 오픈하였다.

## 건축
해발 110m 높이에 위치한 이 단지는 전망대, 천문 박물관, 천문관으로 구성되어 있다. 대만 지상에서 가장 큰 망원경인 76cm 망원경을 갖추고 있다.